# Athripsodes braueri
Athripsodes braueri är en nattsländeart som först beskrevs av Francois Jules Pictet de la Rive 1865.  Athripsodes braueri ingår i släktet Athripsodes och familjen långhornssländor. Inga underarter finns listade i Catalogue of Life.